# Estação Lexington Market

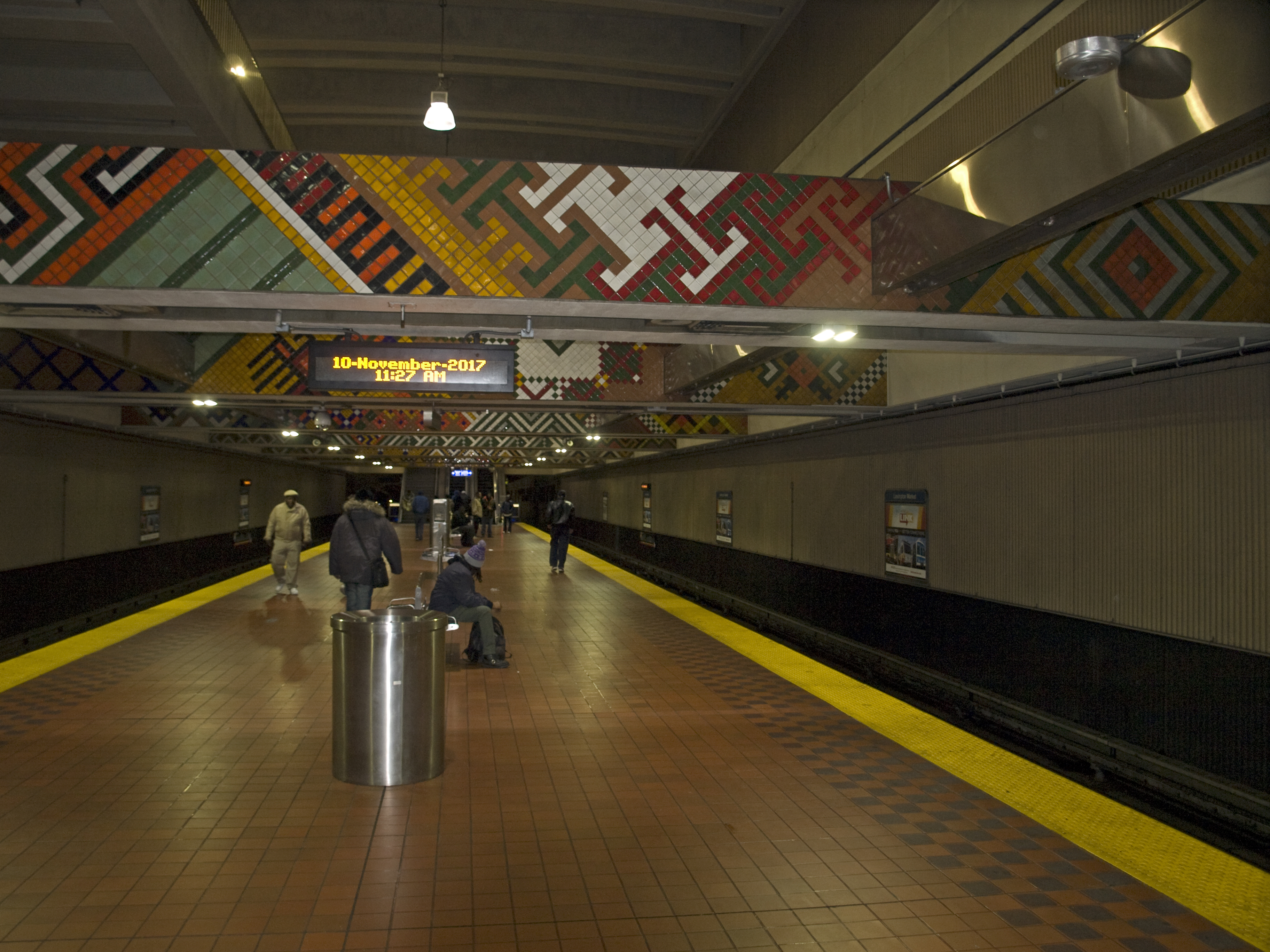
Estação

Lexington Market é uma estação metroviária da linha unica do Metrô de Baltimore (linha verde). 
A estação foi inaugurada em 1983. Esta localizada no centro de Baltimore no cruzamento da Saratoga Street com a Eutaw Street.

## Ligação externa
- The MTA's Metro Subway page